# Stephen (Minnesota)
Stephen ist eine Kleinstadt (mit dem Status „City“) im Marshall County im US-amerikanischen Bundesstaat Minnesota. Das U.S. Census Bureau hat bei der Volkszählung 2020 eine Einwohnerzahl von 592 ermittelt.

## Geografie
Stephen liegt im mittleren Nordwesten Minnesotas am Tamarac River, einem rechten Nebenfluss des Red River of the North. Die geografischen Koordinaten sind 48°27′02″ nördlicher Breite und 96°52′31″ westlicher Länge. Der Ort erstreckt sich über eine Fläche von 2,1 km².
Benachbarte Orte von Stephen sind Donaldson (14,2 km nordnordwestlich), Florian (18,6 km östlich) und Argyle (14,4 km südsüdöstlich).
Die nächstgelegenen größeren Städte sind Fargo in North Dakota (193 km südlich), Winnipeg in der kanadischen Provinz Manitoba (182 km nördlich), Duluth am Oberen See (466 km ostsüdöstlich) und Minneapolis (547 km südöstlich).
Die Grenze zu Kanada befindet sich 70,1 km nördlich.

## Verkehr
Der von Nord nach Süd führende U.S. Highway 75 verläuft entlang der Ostgrenze von Stephen. Alle weiteren Straßen sind untergeordnete Landstraßen, teils unbefestigte Fahrwege sowie innerörtliche Verbindungsstraßen.
Parallel zum US 75 verläuft eine Eisenbahnstrecke der BNSF Railway.
Mit dem Stephen Municipal Airport befindet sich im nordöstlichen Stadtgebiet ein kleiner Flugplatz. Die nächsten Großflughäfen sind der Winnipeg James Armstrong Richardson International Airport (184 km nördlich), der Hector International Airport in Fargo (189 km südlich) und der Minneapolis-Saint Paul International Airport (570 km südöstlich).

## Demografische Daten
Nach der Volkszählung im Jahr 2010 lebten in Stephen 658 Menschen in 304 Haushalten. Die Bevölkerungsdichte betrug 313,3 Einwohner pro Quadratkilometer. In den 304 Haushalten lebten statistisch je 2,16 Personen.
Ethnisch betrachtet setzte sich die Bevölkerung zusammen aus 97,9 Prozent Weißen, 0,2 Prozent (eine Person) amerikanischen Ureinwohnern sowie 1,7 Prozent aus anderen ethnischen Gruppen; 0,3 Prozent (zwei Personen) stammten von zwei oder mehr Ethnien ab. Unabhängig von der ethnischen Zugehörigkeit waren 10,0 Prozent der Bevölkerung spanischer oder lateinamerikanischer Abstammung.
20,8 Prozent der Bevölkerung waren unter 18 Jahre alt, 56,1 Prozent waren zwischen 18 und 64 und 23,1 Prozent waren 65 Jahre oder älter. 50,6 Prozent der Bevölkerung war weiblich.

Das mittlere jährliche Einkommen eines Haushalts lag bei 51.771 USD. Das Pro-Kopf-Einkommen betrug 24.690 USD. 2,8 Prozent der Einwohner lebten unterhalb der Armutsgrenze.